# Gerard Douis
Gerard Douis, född 29 februari 1952, är en fransk bågskytt. Han deltog vid olympiska sommarspelen 1984.